# 油粒體

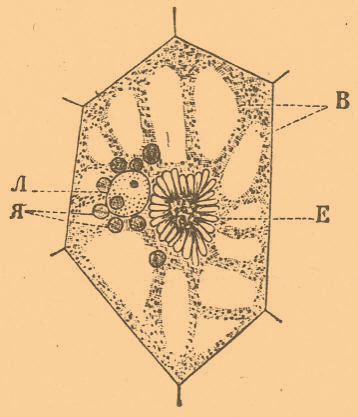
香莢蘭幼葉的細胞，其中E：油粒體、Л：細胞核、Я：白色體、B：液泡

油粒體，又稱油質體、造油體，是植物細胞中的一種質粒體，屬於白色體，其主要功能為儲存和合成脂質。油粒體的英文名稱來自古希臘文的（elaiov），意指橄欖。

## 結構
油粒體是一種特化的白色體，形狀多為圓形，其功能與脂質儲存與代謝有關，通常以「質粒體小球」（plastoglobuli）的形式儲存脂質，質粒體小球過去認為分散在油粒體的基質中，後來發現它們可能與類囊體基粒邊緣膜曲率最大處相連，其外側由原纖維蛋白包覆以避免其相互融合，內部除了脂類外，還有與類萜代謝有關的酵素。數個質粒體小球可以細頸狀的區域彼此結合成串狀。
油粒體中的油脂多與與原核生物合成的油脂相似的三酸甘油酯、與固醇酯，與內質網中合成的油脂成份有所不同。
和其他質粒體一樣，油粒體有自己的環狀DNA，可自行透過分裂而增生。除了油粒體之外，特化為儲存功能的白色體還有澱粉體和蛋白質體。

## 分布
油粒體常存在於苔蘚植物和單子葉植物的細胞中，它們常存在於植物的花朵、果實與種子等器官，例如柑橘果皮外側的細胞即富含油粒體，其合成的脂類為柑橘果實的香氣來源，許多植物花葯绒毡层細胞中也有油粒體，花粉釋放前，绒毡层的細胞會分解，使油粒體被釋出，讓其中的油脂附著在花粉最外側的壁上。

## 分解與利用
油粒體中儲存的脂質在需要時可分解供植物使用。以種子細胞中的油粒體為例，儲存的三酸甘油脂先被脂酶分解成甘油與三分子游離的脂肪酸，甘油可轉換成醣類或參與呼吸作用，脂肪酸則進入乙醛酸循環體，經過一連串乙醛酸循環的代謝步驟，最後轉換成葡萄糖。有時三酸甘油脂只釋出兩個脂肪酸，形成甘油一脂，也會直接從油粒體移至乙醛酸循環體加以分解。
不同植物分解油粒體的機制有所差異。玉米、油菜和蓖麻等的種子脂酶存在油粒體中，不過前兩者在乾燥的情況下不存在脂酶，蓖麻乾燥下的脂酶也可能和脂質大量分解無關，發芽時仍是以新合成的脂酶分解脂質。棉花種子的脂酶則是在細胞質合成後再送入油粒體中。

## 混淆
許多植物也以油脂體（oleosome）貯存脂質，油脂體是由粗糙內質網衍生的構造，並非質粒體。與油粒體相比，油脂體可能多用於較長時間的貯存。